# Miguel Murillo
Miguel Murillo Salazar, (* 29. září 1993 v San José, Kostarika) je kostarický zápasník–judista. Judu se věnuje od 5 let pod vedením svého otce Omara. Jeho strýc Osman se účastnil olympijských her v Londýně v roce 2012. Na mezinárodní scéně se objevuje od roku 2015. V roce 2016 se na něho usmálo štěstí v podobě panamerické kontinentální kvóty pro účast olympijských hrách v Riu, kde vypadl v úvodním kole.